# Cabeço dos Trinta

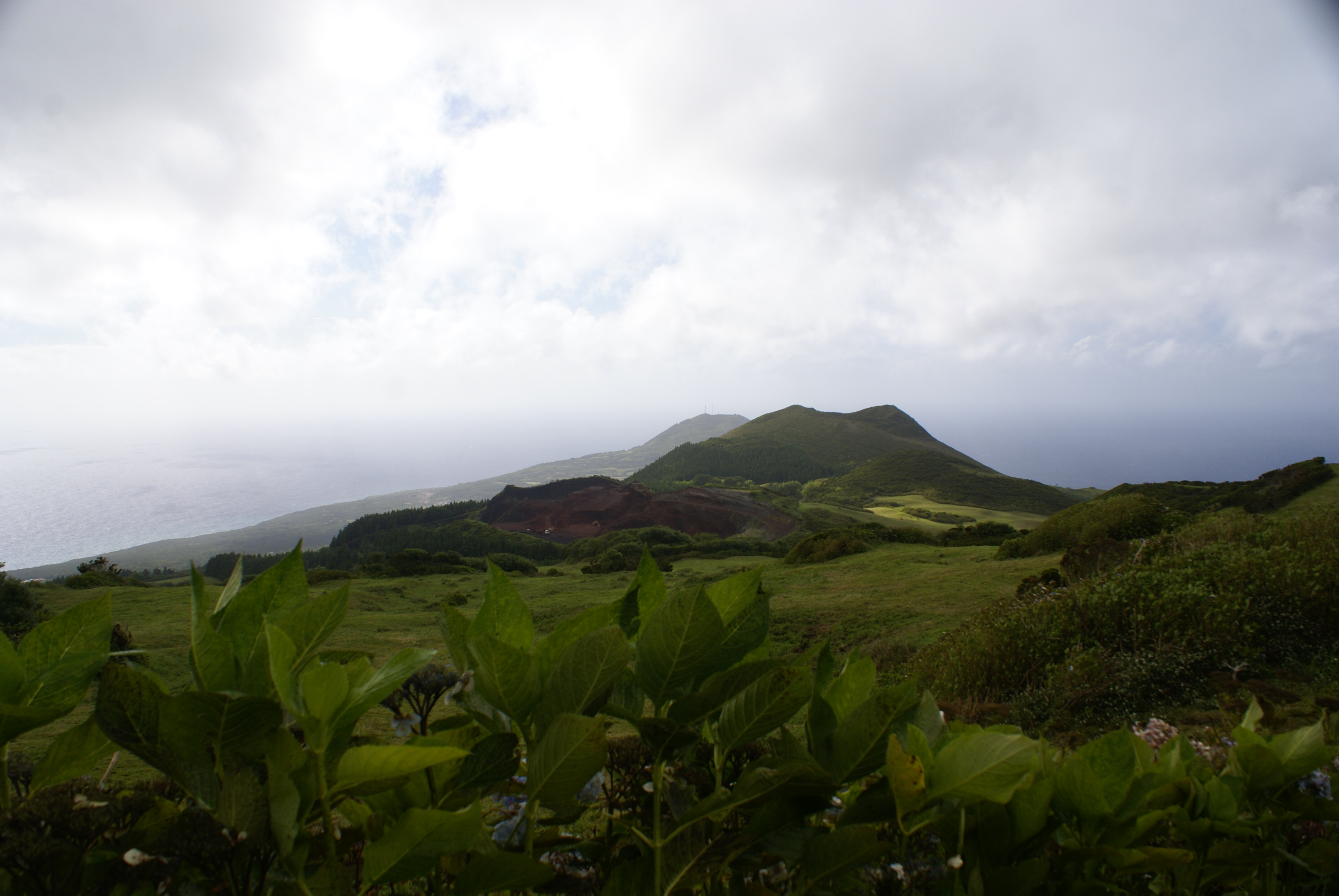
Cabeço dos Trinta, Interior da ilha do Faial.

O Cabeço dos Trinta é uma elevação portuguesa localizada na freguesia açoriana do Capelo, concelho da Horta, ilha do Faial, arquipélago dos Açores.
Este acidente geológico encontra-se geograficamente localizado próximo do Vulcão dos Capelinhos, ao Capelo e encontra-se intimamente relacionado com a elevação do Cabeço Verde do qual faz parte. Esta formação geológica localizada a 755 metros de altitude acima do nível do mar apresenta escorrimento pluvial para a costa marítima.
Este acidente geológico localiza-se no alinhamento de cones de escórias vulcânicas que se localizam entre a Caldeira do Faial a Este e o Vulcão dos Capelinhos a Oeste. Neste alinhamento encontram-se ainda o Cabeço Gordo, Cabeço Verde, Pingarotes, Vulcão do Cabeço do Fogo e oCabeço do Canto.